# Terry Hall
Pour les articles homonymes, voir Hall.
Terry Hall (né le 19 mars 1959 à Coventry (Angleterre) et mort le 18 décembre 2022,,) est un chanteur britannique.
Il est le chanteur de The Specials, the Fun Boy Three, The Colourfield, Terry, Blair & Anouchka et Vegas avec Dave Stewart. Il sort son premier album solo, Home, en 1995. Il travaille aussi avec The Lightning Seeds, Stephen Duffy, Dub Pistols, Gorillaz, Tricky et Lily Allen.

## Biographie
À l'âge de 12 ans, il subit des actes pédophiles de la part d'un professeur lors d'un voyage scolaire en France, ce qu'il racontera ensuite dans la  chanson dans Well Fancy That en 1983. À la suite de cette agression, il sombre dans une dépression chronique, puis dans une addiction au Valium qu'on lui a prescrit comme remède. Il ne sort plus de chez lui ; à 14 ans, il quitte l'école : « Je n'allais pas à l'école, je ne faisais rien. Je suis resté assis à trembler sur mon lit pendant 8 mois ».
À la fin des années 1970, Terry Hall est un membre actif de la scène de Coventry, jouant dans le groupe punk local Squad et est le compositeur de leur single Red Alert/ £8 a week. Cette scène produit des musiciens tels que The Selecter et Hazel O'Connor.

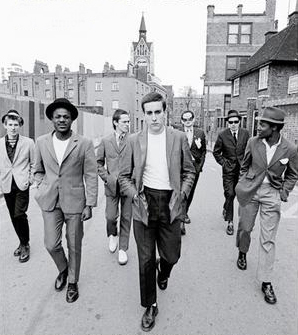
The Specials, Terry Hall (au centre), vers 1979-1980.

En tant que leader de The Specials (initialement appelé The Coventry Automatics puis The Special AKA), Terry Hall se fait d'abord remarquer en Grande-Bretagne en 1979 lorsque John Peel de BBC Radio 1 diffuse leur single Gangsters. La même année, le morceau est classé à la septième place dans le Festive Fifty. Leur premier album titré The Specials inclus certaines des interprétations les plus remarquables et reconnaissables de Terry Hall, notamment Little Bitch, Nite Klub, Concrete Jungle et Gangsters. Ce premier album montre également les qualités d'auteur de Terry Hall à côté de Jerry Dammers.
En octobre 1980, The Specials sortent leur deuxième album, More Specials. Tout en chantant des hits tels que Enjoy Yourself, Rat Race, et Hey, Little Rich Girl, Terry Hall contribue avec succès à recréer la musique optimiste de leur premier album. Terry Hall ne participe pas à l'enregistrement en 1984 de l'album In The Studio.
Après la sortie du dernier single de The Specials avec Terry Hall titré Ghost Town qui est no 1 au Royaume-Uni, Hall quitte le groupe pour fonder avec deux autres membres de The Specials, Lynval Golding et Neville Staple, le groupe new wave Fun Boy Three. Le premier single de Fun Boy Three intitulé The Lunatics (Have Taken Over The Asylum) sort à la fin de 1981, puis est suivi début de 1982 de It Ain't What You Do (It's The Way That You Do It), Un duo avec Bananarama. Fun Boy Three fait aussi les voix pour le single de Bananarama Really Saying Something. Cette même année, Terry Hall et les autres membres du groupe apparaissent dans la vidéo de Driving in My Car du groupe de ska Madness. En février 1983, Fun Boy Three sort l'album Waiting. Il inclut le tube The Tunnel of Love et le classique Our Lips Are Sealed (en). Ce dernier est écrit par Hall avec Jane Wiedlin, qui l'avait déjà joué l'année précédente avec son groupe The Go-Go's.
En 1984, Terry Hall fonde le groupe The Colourfield basé à Manchester et sort l'album Virgins & Philistines en 1985, dont le single Thinking of You sera classé no 12 en Grande-Bretagne. Cette nouvelle direction musicale aboutit à des collaborations avec Ian Broudie contribuant à certaines chansons des albums des Lightning Seeds : Sens (1992), Jollification (1994), Dizzy Heights (1996) et Tilt (1999). Hall coécrit également la chanson Smoke Rings pour le premier album solo de Broudie Told Tales. Il est par la suite sorti comme morceau principal sur l'EP Smoke Rings.
En 2001, il est invité sur le single 911 de Gorillaz et D12, qui est une chanson sur les attentats terroristes aux États-Unis.
Terry Hall a été invité en guest star sur l'album True Love de Toots and the Maytals, qui a gagné le Grammy du meilleur album reggae en 2004, et qui inclut de nombreux musiciens notables dont Willie Nelson, Eric Clapton, Jeff Beck, Trey Anastasio, Gwen Stefani / No Doubt, Ben Harper, Bonnie Raitt, Manu Chao, The Roots, Ryan Adams, Keith Richards, Toots Hibbert, Paul Douglas, Jackie Jackson, Ken Boothe, et The Skatalites.
En 2007, il fait les voix sur plusieurs titres de l'album des Dub Pistols intitulé Speakers and Tweeters et apparaît sur scène au festival de Glastonbury au Royaume-Uni avec Lily Allen (et autre membre de The Specials / Fun Boy Three Lynval Golding). Il joue aussi avec Lynval Golding, Damon Albarn le leader de Blur et le beatboxer Shlomo sur une version du classique de The Specials A Message To You Rudi. Plus tard la même année en juillet, il apparaît au GuilFest sur la scène de BBC Radio 2 avec Dub Pistols et Lynval Golding.
Après une tentative de suicide en 2004, Terry Hall est diagnostiqué bipolaire et reçoit un traitement médical adapté. Il décède des suites d'un cancer du pancréas le 18 décembre 2022, à l'âge de 63 ans.

## Discographie

### Albums studio
- 1994 - Home (Anxious Records)
- 1997 - Laugh (Edsel Records / Demon Music)

### Compilations
- 1992 - The Collection (Chrysalis Records)
- 2001 - The Complete Terry Hall (EMI Records)
- 2012 - The Best of 1981/1997 (Demon Music / EMI Records)

### Collaborations
avec Blair & Anouchka
- 1989 - Ultra Modern Nursery Rhyme (Chrysalis Records)

Vegas (avec Dave Stewart)
- 1992 - Vegas (Sony Music Entertainment)

avec Mushtag
- 2003 - The Hour of Two Lights (Honest Jons Records)

### Singles
- Missing (en tant que Terry, Blair & Anouchka) (1989)
- Ultra Modern Nursery Rhyme (en tant que Terry, Blair & Anouchka) (1990)
- Sense (avec The Lightning Seeds & Terry Hall) (1992)
- Possessed (avec Vegas) (1992)
- She (avec Vegas) (1992)
- Walk Into The Wind (avec Vegas) (1993)
- Forever J (1994)
- Sense (1994)
- Rainbows EP (1995)
- Ballad Of A Landlord (1997)
- Problem Is (avec Dub Pistols) (2003)